# سيمون دونر
سيمون دونر (بالإنجليزية: Simon Downer)‏ هو لاعب كرة قدم بريطاني، ولد في 19 أكتوبر 1981 في رومفورد في المملكة المتحدة. لعب مع روشدين ودايموندز ونادي ألدرشوت تاون ونادي ليتون أورينت ونادي ويموث.

## وصلات خارجية
- سيمون دونر على موقع قاعدة بيانات كرة القدم.إي يو (الإنجليزية)
- سيمون دونر على موقع Soccerbase.com (لاعب) (الإنجليزية)
- سيمون دونر على موقع Soccerway.com (الإنجليزية)